# Lugașu de Jos, Bihor
Lugașu de Jos este satul de reședință al comunei cu același nume din județul Bihor, Crișana, România.

## Clădiri istorice
- Biserica Nașterea Maicii Domnului din Lugașu de Jos
- Conacul Zichy din Lugașu de Jos
- Pivnițele lui Carandi

## Obiective turistice
- Rezervația naturală “Gruiul Pietrii” (0,4 ha).